# Half Japanese
Half Japanese es una banda de indie rock formada por los hermanos Jad Fair y David Fair alrededor de 1975.

## Integrantes

### Formación actual
- Jad Fair
- David Fair
- Jason Willett
- John Sluggit

## Discografía
- Half Alive (1977)
- Calling All Girls 7" (1977)
- Mono/No No 7" (1978)
- Half Gentlemen/Not Beasts (1980)
- Loud (1981)
- Spy/I know how it Feels...Bad/My Knowledge Was Wrong 7" (1981)
- Horrible (1982)
- 50 Skidillion Watts Live (1984)
- Our Solar System (1985)
- Sing No Evil (1985)
- Music To Strip By (1987) -- (1993) re-release has bonus tracks
- U.S. Teens Are Spoiled Bums 7" (1988)
- Charmed Life (1988)
- Real Cool Time/What Can I Do/Monopoly EP (1989)
- the Band That Would Be King (1989)
- We Are They Who Ache with Amorous Love (1990)
- T For Texas/Go Go Go Go 7" (1990)
- Everybody Knows, Twang 1 EP (1991)
- 4 Four Kids EP (1991)
- Eye of the Hurricane/Said and Done/U.S. Teens are Spoiled Bums/Daytona Beach EP (1991)
- Fire In the Sky (1993)
- Postcard EP (1991)
- Best Of Half Japanese (1993)
- Boo: Live in Europe 1 (1994)
- Hot (1995)
- Greatest Hits (1995)
- Best Of Half Japanese Vol. 2 (1995)
- Bone Head (1997)
- Heaven Sent (1997)
- Hello (2001)